# Kuliki (rejon lachowicki)
Kuliki (biał. Кулікі; ros. Кулики) – wieś na Białorusi, w obwodzie brzeskim, w rejonie lachowickim, w sielsowiecie Ostrów.

## Historia
W dwudziestoleciu międzywojennym leżały w Polsce, w województwie nowogródzkim, w powiecie baranowickim, w gminie Dobromyśl. W 1921 miejscowość liczyła 251 mieszkańców, zamieszkałych w 47 budynkach, w tym 236 Białorusinów, 12 Polaków i 3 Żydów. 223 mieszkańców było wyznania prawosławnego, 16 mojżeszowego i 12 rzymskokatolickiego.
Po II wojnie światowej w granicach Związku Sowieckiego. Od 1991 w niepodległej Białorusi.